# Commiphora sarandensis
Commiphora sarandensis är en tvåhjärtbladig växtart. Commiphora sarandensis ingår i släktet Commiphora och familjen Burseraceae.

## Underarter
Arten delas in i följande underarter:
- C. s. moyaleensis
- C. s. sarandensis